# Arap Bethke
Pour les articles homonymes, voir Galdames (homonymie).
Arap Bethke (né Ricardo Arap Bethke Galdames le 12 mars 1980 à Nairobi au Kenya), est un acteur mexicain.

## Biographie
Arap Bethke est né le 12 mars 1980 au Kenya. Selon le swahili, la langue africaine de son lieu de naissance, "Arap Bethke" signifie "le fils de Bethke". Son père, Claus Bethke, est allemand et sa mère, Patricia Galdames, est chilienne.
Alors qu'il est âgé de 5 ans et pour trouver du travail, sa famille se rend au Mexique. Il étudie au Collège Peterson. Il vit au Mexique jusqu'à l'âge de 20 ans. Il décide alors de poursuivre ses études universitaires en Australie. Il entretient une relation avec l'actrice colombienne María Fernanda Yepes.

## Carrière
Dès le plus jeune âge, Arap Bethke montre de l'intérêt pour les arts dramatiques. 
À 8 ans à peine, il enregistre ses premières campagnes publicitaires et à 11 ans il commence sa carrière à la télévision dans El Club de Gaby. Après un an d'enregistrement d'El Club de Gaby, l'équipe artistique des adolescents passe pour être celle du Centre d'Éducation Artistique (Centro de Educación Artística) de Televisa. Sous la tutelle d'Eugenio Cobo et de Pedro Damián, un groupe de jeunes acteurs se préparent à devenir des stars.
Des années plus tard, après la fin de ses études, l'acteur retourne travailler à la télévision. Il est cette fois dans Mi generación, émission produite par Luis de Llano et par Susan Crowley, en interprétant Rodrigo, un jeune homme inadapté et rebelle qui fait son voyage initiatique à Ixtapa.
Ensuite il interprète plusieurs rôles dans différentes telenovelas : Chacho dans Clase 406, Demetrio Aguirre dans Madre Luna et Antonio Sandoval dans Doña Bárbara de Telemundo.
Il participe à la telenovela Soñar no cuesta nadaqui est la première histoire réalisée pour Venevisión Productions à Miami. Il interprète Bobby, un coach personnel qui tombe amoureux de Michelle (Susan Vohn), la fille de l'antagoniste millionnaire interprétée par Laura Zapata.
Après quelques mois passés sur la côte Ouest, Telemundo invite Arap à participer à la telenovela Tierra de pasiones où il interprète Beto, un jeune homme rebelle qui affronte constamment son père, Saúl Lisazo, et qui subit des souffrances pour devenir adulte.
En 2007, il apparaît dans un épisode de la version américaine de Yo soy Betty, la fea, Ugly Betty, A Tree Grows in Guadalajara, avec le personnage d'Antonio Barreiro qui flirte avec Hilda Suárez et qui rencontre son père Ignacio.
De plus, il est invité à participer à la première saison de la série pour adolescents RBD: la familia dans le rôle d'Álvaro dans l'épisode El que quiera azul celeste que se acueste avec Dulce María avec laquelle il a joué aussi dans la telenovela clase 406.
Il participe à un projet dirigé par le Mexicain Gabriel Retes en compagnie de Luna, Bichir et Héctor Alterio. Il enregistre plusieurs courts métrages dont La Mirada de la Ausencia de Sandra Arau Esquivel.
En 2008, on peut le voir dans la telenovela Doña Bárbara avec Edith González, Christian Meier et Génesis Rodríguez où il incarne Antonio Sandoval. En parallèle il travaille avec Telemundo dans la nouvelle production de Victorinos. Il réalise un pilote pour la production Perro Amor avec María Fernanda Yepez et Laura Perico. Il travaille également avec des acteurs internationaux comme Amparo Grisales, Judy Henríquez, Michel Brown dans la production Madre Luna réalisée par Telemundo, Caracol Televisión et R.T.I..  Il tient le rôle du fils d'Alejandra Aguirre et de Leonardo Cisneros qui tombe amoureux d'Anabel et de Dulce, (Ana Lucía Domínguez) et de Daniela Tapia.
En 2009, Arap signe un contrat avec la chaîne Telemundo pour jouer dans Los Victorinos en incarnant Victorino Gallardo, un homme ambitieux et cupide, sans scrupules pour atteindre ses objectifs. Tout cela est soumis à la malédiction qui affectera l'avenir de 4 hommes du même nom Victorino.
En 2012, il commence le tournage de Amor Cautivo en compagnie de Marimar Vega pour Azteca.

## Filmographie

### Cinéma
- 2013 : Ni repris ni échangé : avocat de Valentín

### Télévision

#### Telenovelas
- 2002 - 2003 : Clase 406 (Televisa) : Chacho Mendoza Cuervo
- 2005 : Soñar no cuesta nada (Venevisión International-Univision) : Roberto
- 2006 : Tierra de pasiones (Telemundo) : Roberto 'Beto' Contreras
- 2007 : Madre Luna (Telemundo) : Demetrio Aguirre
- 2008 - 2009 : Doña Bárbara (Telemundo) : Antonio Sandoval
- 2009 : Los Victorinos (Telemundo) : Victorino Gallardo
- 2010 : La Diosa Coronada (Telemundo) : Genaro
- 2011 : El octavo mandamiento (Cadena Tres) : Iván Acosta
- 2012 : Amor cautivo (TV Azteca) : Fernando Bustamante
- 2013 : Corazón en condominio (TV Azteca) : Rodolfo Cortina
- 2014 - 2015 : Señora Acero (Telemundo) : Gabriel Cruz
- 2015 : Tanto amor (TV Azteca) : Bruno Lombardo
- 2016 : Eva la trailera (Telemundo) : Paulo Contreras
- 2017-présent :  La Piloto (Televisa)

#### Séries télévisées
- 1997 - 1998 : Mi generación (Televisa) : Rodrigo
- 2007 : Decisiones (Telemundo) : Juan Andrés (2 épisodes)
- 2007 : RBD: la familia (Televisa) : Álvaro (1 épisode)
- 2007 : Ugly Betty (ABC) : Antonio
- 2009 : El Duelo (Telemundo) : Rodrigo Ballesteros
- 2010 : Los Caballeros las Prefieren Brutas (Caracol Televisión-Sony) : Manuel Carmona (Invité spécial, épisode 5)
- 2010 : Decisiones Extremas (Telemundo)